# حسين بيشوك
حسين بيشوك (بالتركية: Hüseyin Beşok) مواليد 8 فبراير 1975 في إزمير، هو لاعب كرة سلة تركي. بدأ مسيرته الاحترافية في سنة 1992. يلعب مع فريق شركة الإتصالات التركية في الدوري التركي لكرة السلة كلاعب وسط. يحمل الرقم 12. يبلغ طوله 6 قدم 11 بوصة (2.1 م). حقق المركز الثاني في بطولة أمم أوروبا لكرة السلة 2001.

## المسيرة الاحترافية
لعب مع كارشياكا من سنة 1992 إلى 1994، ثم لعب مع أنادولو إفيس من سنة 1994 إلى 2001، ثم لعب مع مكابي تل أبيب لكرة السلة من سنة 2001 إلى 2003، ثم لعب مع أسفيل باسكت في الدوري الفرنسي في موسم 2004–2005، ثم لعب مع لو مان سارت باسكت في موسم 2005–2006، ثم لعب مع أسكو غدينيا في موسم 2006–2007، ثم لعب مع غلطة سراي لكرة السلة في الدوري التركي من سنة 2007 إلى 2009، ثم لعب مع تورك تيليكوم في موسم 2009–2010.

## روابط خارجية
- حسين بيشوك على موقع الاتحاد الدولي لكرة السلة (الإنجليزية)
- حسين بيشوك على موقع الدوري الأوروبي لكرة السلة (الإنجليزية)
- حسين بيشوك على موقع كرة السلة الأوروبية.كوم (الإنجليزية)
- حسين بيشوك على موقع ريلجم (الإنجليزية)
- حسين بيشوك على موقع بروبوليرز (الإنجليزية)
- حسين بيشوك على موقع سبورتس رفرنس (الإنجليزية)